# Салтинью (Санта-Катарина)
Салтинью (порт. Saltinho)  —  муниципалитет в Бразилии, входит в штат Санта-Катарина. Составная часть мезорегиона Запад штата Санта-Катарина. Входит в экономико-статистический  микрорегион Шапеко. Население составляет 3120 человек на 2006 год. Занимает площадь 156,528 км². Плотность населения — 19,9 чел./км².

## История
Город основан 19 июля 1995 года.

## Статистика
- Валовой внутренний продукт на 2003 составляет 26.433.185,00 реалов (данные: Бразильский институт географии и статистики).
- Валовой внутренний продукт на душу населения на 2003 составляет 7.316,13 реалов (данные: Бразильский институт географии и статистики).
- Индекс развития человеческого потенциала на 2000 составляет 0,745 (данные: Программа развития ООН).